# Holubinka jitřenková
Holubinka jitřenková (Russula aurora) je druh houby z čeledi holubinkovitých (Russulaceae).

## Znaky
Masitý klobouk je 4-11 cm široký, tvarem přechází z polokulovitého přes klenutý, plochý až se širokou středovou prohlubní. Okraje mohou být laločnaté a zvlněné, jsou hladké, jen u starých plodnic krátce rýhované. Pokožka je sametově matná, barvy nabývá různých odstínů růžové, červené, oranžové, žluté, později od středu vybledá do okrové, do 1/2 klobouku je slupitelná.
Lupeny jsou křehké, bílé až smetanové, u třeně jsou volné či zaobleně připojené, na klobouku jsou hustě uspořádané, postupně však řídnou. Výtrusný prach je bělavý.
Třeň je 4-9 cm dlouhý, bílý, vzácně i lehce narůžovělý, válcovitý až lehce kyjovitý, pod kloboukem bývá rozšířený, pevný, dle stáří uvnitř plný či houbovitý, hladký, jen velmi jemně podélně vrásčitý.
Dužnina je bílá, na řezu slabě žloutne, výrazně tuhá, později houbovatí, chuť je mírná, připomínající menthol, zejména u mladých i lehce nahořklá, voní nevýrazně.

## Užití
Jedlý druh.

## Ekologie
Od června do října roste nehojně tato holubinka v listnatých lesích (květnaté bučiny) s podložím bohatým na humus, kromě buků se může vyskytovat také pod duby, lípami a habry.

## Rozšíření
Výskyt tohoto druhu byl popsán v oblastech Evropy, několik exemplářů bylo nalezeno i na severu Indie.

## Galerie

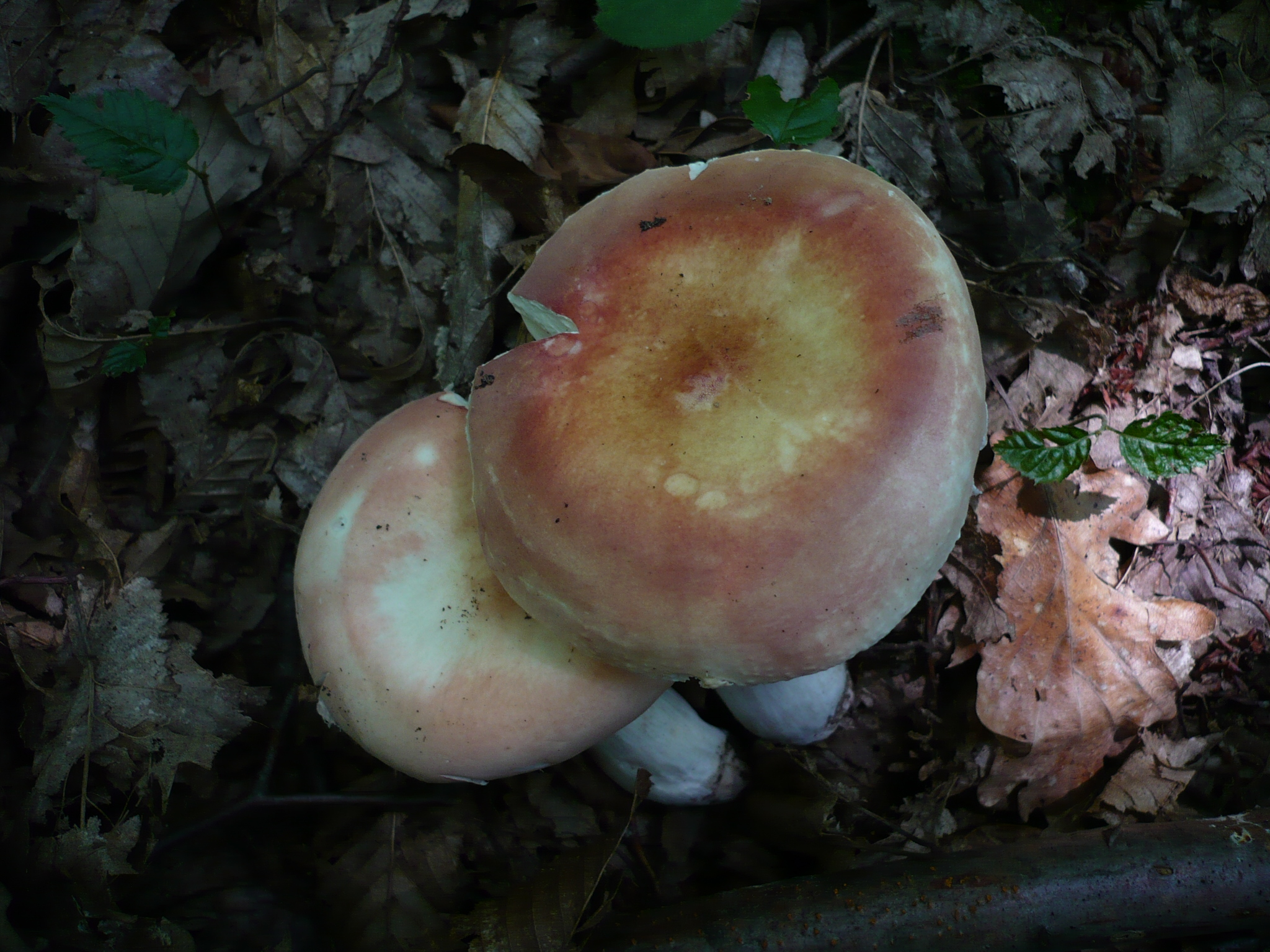
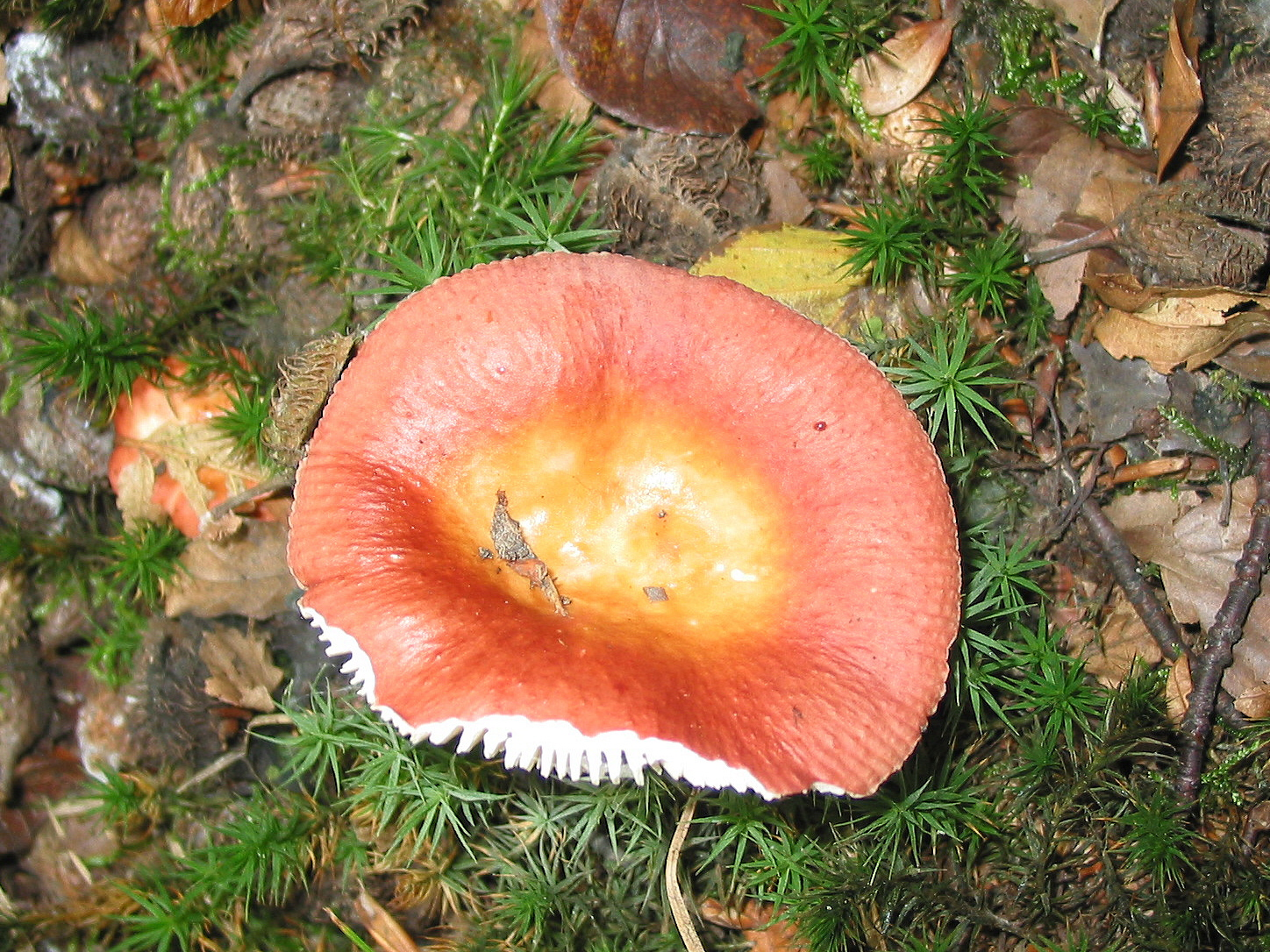

## Možnost záměny
- Holubinka Velenovského (Russula velenovskyi)
- Holubinka liláková (Russula lilacea)
- Holubinka Zvárova (Russula zvarae)
- Holubinka jahodová (Russula paludosa)
- Holubinka sličná (Russula rosea)
- Holubinka maličká (Russula minutula)
- Holubinka krvavá (Russula sanguinea)
- Holubinka vrhavkovitá (Russula emeticicolor)